# Almindelig vinterkarse
Almindelig vinterkarse (Barbarea vulgaris) er en 30-90 cm høj, urtagtig plante med gule blomster. Den findes især på græsmarker og i enge, og den kan nu og da blive ukrudtsagtig i haverne.

## Beskrivelse
Almindelig vinterkarse er en toårig plante, der danner en grundstillet bladroset det første år, og som sætter en opret, blomsterbærende stængel det følgende år. De grundstillede blade er spatelformede med parvise, ægformede sidelapper og en afrundet endelap og bølget-tandet rand. Stængelbladene er derimod hele med tandet eller fliget rand.
Blomstringen foregår i maj-juli, hvor man finder blomsterne i en endestillet stand yderst på den blomsterbærende stængel. De enkelte blomster er regelmæssige og 4-tallige med lysegule kronblade. Frugterne er udstående til oprette, trådagtige skulper med mange frø.
Højde x bredde og årlig tilvækst: 0,60 x 0,35 m (60 x 35 cm), begge oplysninger gælder plantens andet leveår.

## Hjemsted
Almindelig vinterkarse er udbredt i Nordafrika, Mellemøsten, Kaukasus, Centralasien, Sibirien, Østasien og på det Indiske Subkontinent samt i det meste af Europa. I Danmark findes den overalt på næringsrige, fugtige græsmarker, enge og vejkanter, især i den østlige del af landet. Arten er i øvrigt knyttet til lysåbne voksesteder med en middelfugtig og nogenlunde næringsrig jord.
I fuglereservatet ved Barup Sø på det nordlige Falster ligger nogle enge, og her findes arten sammen med bl.a. benved, alm. katost, alm. kvik, butbladet skræppe, engsvingel, fløjlsgræs, gåsepotentil, korbær, kornvalmue, kruset skræppe, krybende potentil, lugtløs kamille, nyrebladet ranunkel, rød tvetand, skvalderkål, storkronet ærenpris, vellugtende gulaks og vild løg

## Underarter
Ny forskning har vist, at denne art tilsyneladende består af to forskellige, økologiske typer eller underarter. De to typer kan adskilles på de unge rosetblades behåring, idet den ene har tæthårede rosetblade, mens den anden har glatte rosetblade med kun enkelte, spredte hår. De øvrige kendetegn, der adskiller typerne, er:
- Glat type (Barbarea vulgaris ssp. vulgaris): Resistent overfor kålmøl og visse jordlopper. Planterne indeholder de kemiske stoffer glucobarbarin, cellobiosyl-oleanolic acid, og cellobiosyl-hederagenin.
- Håret type (Barbarea vulgaris ssp. arcuata): Ikke resistent overfor kålmøl og jordlopper. Planterne indeholder det kemiske stof glucosibarin[2].

| Portal | Portal:Botanik |